# Борисково (Бежецкий район)
Борисково (карел. Boriskova) — деревня в Борковском сельском поселении Бежецкого района Тверской области России.

## География
Расположена вдоль автомобильной дороги 28К-0058, северо-западнее деревень Дуброво и Заречье. Южнее Дуброво протекает река Ильинка, впадающая в реку Уйвешь.

## Население
| 2008 | 2010 |
| ---- | ---- |
| 74   | ↘65  |